# ملولبة خنجرية
ملولبة خنجرية (الاسم العلمي: species siculus) هي نوع منقرض من عضديات الأرجل تتبع جنس الملولبة من فصيلة الملولبات.